# Can Jalpí (Pineda de Mar)
Can Jalpí (Gelpí) o Mas Coll és un monument protegit com a bé cultural d'interès local del municipi de Pineda de Mar (Maresme). És una masia que data del segle xiv.

## Descripció
Masia de planta a base de dos cossos de forma no regular, ja que cap dels dos no té angles rectes, amb la façana principal paral·lela a la carretera, la qual té un cos més alt al cantó esquerre que correspon a l'antiga torre de defensa. La teulada és a dues vessants amb el frontó a la façana lateral. Té planta baixa i pis, i el cos de l'esquerra té un pis més. El material utilitzat són les teules. Hi ha tres portes d'entrada; l'una és portal rodó adovellat, a l'altre, l'arc de la porta, també adovellada, està rebaixat, i la tercera és rectangular amb llinda de pedra (cos de l'esquerra). La majoria de les finestres són rectangulars amb la llinda recta i rodejades de motllura, però conserva dues finestres amb decoració gòtica: una arquejada i l'altra amb capitells penjats i adherits a la llinda. Davant la façana, el pati. També hi ha un pou, construït amb formes senzilles de pedra en forma de carreus. La base del pou són tres fileres de pedres superposades, la boca és feta amb dovelles col·locades transversalment. Els dos pilars que sostenen la corriola són carreus col·locats alternativament al llarg i ample de la pedra. L'eix de la politja és llis amb el gravat de la data de 1552. El cim dels pilars és una pedra en forma de punxa. Actualment ha estat tota restaurada.

## Història
Els seus posseïdors eren homes solius del monestir de Sant Salvador de Breda, i la casa en alou de Pineda. Al segle xv, a l'activitat agrícola s'hi afegiren les de cirurgià i notari. La família Coll, la qual obtingué dels vescomtes de Cabrera la notaria amb dret exclusiu en tot el terme de Montpalau, concessió que es mantingué fins a començaments del segle xviii. Sofrí dues pèrdues importants en l'aspecte material; l'una durant la guerra dels remences, que cremaren part de la masia i els capbreus, i l'any 1545 amb l'assalt dels turcs i barbarescs en què el notari Jaume-Joan Coll va ser fet captiu i més tard alliberat. En conseqüència, el 1561, van construir una torre de defensa, adossada a la casa. La diversificació dels noms amb què és coneguda la masia resulta de la política d'enllaços matrimonials; al segle xvii, els Coll emparentaren amb els Gualbes, família barcelonina; i al segle xviii amb els Jalpí d'Arenys de Munt. El 1925, August de Borràs-Jalpí va vendre el mas a la família Feliu, d'Arenys de Mar.
Actualment és propietat de l'Ajuntament i ha estat objecte de restauració i rehabilitació per destinar-la a activitats socioculturals.